# Masahiko Nishimura
Masahiko Nishimura (西村 雅彦 Nishimura Masahiko?,  Toyama, Japón; 12 de diciembre de 1960) es un actor de teatro y de cine japonés. Es conocido por su tendencia a roles cómicos.

## Biografía
Nació el 12 de diciembre de 1960 en la ciudad de Toyama, prefectura de Toyama, Japón. Estudió fotografía en la Universidad Toyo, pero nunca se graduó, y se adentró al teatro a la edad de 21 años. Por un breve tiempo abandonó sus estudios y regresó a Toyama, y luego volvió al teatro con 24 años. En ese momento conoció a Kōki Mitani, quien aspiraba a convertirse en un actor escribiendo libretos para la radio y el teatro.
Nishimura, Kōki Mitani y otros más formaron el Tokio Sunshine Boys en 1983, un grupo teatral cómico que incluía a los actores japoneses Zen Kajiwara y Kazuyuki Ajima. Este grupo se volvió popular durante los siguientes diez años hasta que produjeron la obra 12 Gentle Japanese, una parodia de la obra Twelve Angry Men de Reginald Rose. Esta obra sería adaptada posteriormente en una película, pero Nishimura no formó parte del elenco.
Sin embargo, poco después, en la década de 1990 el éxito del Tokio Sunshine Boys resultó en el ofrecimiento a Nishimura de diversos papeles televisivos como Furikaereba Yatsuga Iru. Su rol más famoso hasta la fecha es el extravagante personaje de Shintaro Imaizumi en el drama Furuhata Ninzaburo, también obra de Kōki Mitani.
Con el lanzamiento de la película de Kōki Mitani (que también fue adaptado de una obra de teatro) Radio no Jikan en 1997, obtuvo una buena crítica internacional por su representación como productor de radio. Ganó el premio de Mejor actor secundario del Japanese Academy Awards, el Blue Ribbon Awards y otros.
El Tokio Sunshine Boys se disolvió en 1998, pero la mayoría de sus actores, incluyendo Nishimura, siguen trabajando actualmente en la televisión y cine.

## Premios
- “Mejor actor secundario” (Japanese Academy Awards) por “Radio no Jikan” de Kōki Mitani.
- “Mejor actor secundario” (Japanese Academy Awards) por “Marutai no Onna” de Juzo Itami.
- Premio a la popularidad como “Mejor intérprete popular” (1997).
- “Mejor actor secundario” (Blue Ribbon Awards)
- Hochi Film Award
- Kinema Junpo Award

## Filmografía

### Películas
- Tomoko no baai (1996)
- Shichi-gatsu nano ka, Hare (1996)
- Radio no Jikan: Welcome Back Mr. McDonald (1997)
- La princesa Mononoke (1997)
- Marutai no onna (1997)
- Kuroi ie  (1999)
- Godzilla 2000  (1999)
- O-juken  (1999)
- GTO  (1999)
- Kawa no Nagare no You ni  (2000)
- Denen no yuutsu (2001)
- Ghiblies: Episode 2 (2002)
- Ganryujima  (2003)
- Nin Nin the Movie (2004)
- Furyo shonen no yume (2005)
- Warai no Daigaku  (2006)

### Dramas televisivos
- Furikaereba Yatsu ga Iru (Fuji TV, 1993)
- Furuhata Ninzaburo (Fuji TV, 1994-1995)
- Ousama no Restoran (Fuji TV, 1995)
- Otona no Otoko (TBS, 1997)
- Yamato Nadeshiko  (Fuji TV, 2000)
- Yome wa Mitsuboshi (TBS, 2001)
- Koi no Chikara (Fuji TV, 2002)
- Itsumo Futari de (NTV, 2003)
- Kanojo ga Shinjatta (NTV, 2004)
- Wonderful Life (Fuji TV, 2004)
- Nodame Cantabile  (Fuji TV, 2006)